# 김기영 (축구 선수)
김기영(1996년 8월 14일 ~ )는 대한민국의 축구 선수로, 포지션은 수비수이다. 현재는 울산시민축구단 소속이다.